# 克朗报
《克朗报》（德語：Kronen Zeitung，简称），是一张奥地利的德语报纸，创刊于1900年1月2日。报纸名称源自于创刊初期的订阅费为每月1克朗，有时被中文媒体误译为《皇冠报》。

## 历史
《克朗报》由前《国防军报》主编古斯塔夫·戴维斯（Gustav Davis）创办，于1900年1月2日首次出版。 当时，每月订阅费用为1克朗，报纸名称即由此而来。编辑部位于维也纳的第九区。
戴维斯追求的是一个开创性的想法：他想创建一份每个奥地利人都能接触到的报纸。他得到了作家利奥波德·利普舒茨（Leopold Lipschütz）的大力支持。奥地利漫画家和插图画家拉迪斯劳斯·图辛斯基（Ladislaus Tuszynski）也对《克朗报》的成功起到了持久的作用。作为一个伟大的插画家，他的作品是任何一期报纸上所不能缺少的，因为当时的摄影技术还没有成熟到可以为报纸制作图片。
1903年6月11日，一群塞尔维亚军官入侵王宫，刺杀了亚历山大国王和他的妻子。按照当时的报纸标准，戴维斯和利普舒茨采取了革命性的行动，派出一个记者小组前往贝尔格莱德，现场报道弑君事件。这一开创性的行动给《克朗报》带来了持久的人气，并使其发行量猛增。
报纸刊登的流行的连载小说——其中一些与有奖猜谜相结合，也促进了《克朗报》的流行。从1900年到1938年，该报共出版了200部小说，以及所谓的“寻宝游戏”。这些措施大大提高了读者的忠诚度。该报至今仍在出版的流行、方便的小格式，也为其成功做出了贡献。
1938年，随着纳粹德国入侵奥地利，《克朗报》的编辑部也被控制。1944年8月31日，该报被迫停刊。古斯塔夫·戴维斯于1951年8月21日去世。
1958年10月，曾担任过《小报》和《信使报》——当时奥地利最大的日报——主编的汉斯·迪尚（Hans Dichand）在与当时的老板发生争执后离开，决定在重新创办《克朗报》。1959年4月10日，新《克朗报》创刊号出版，发行量达16.5万份，立即售罄。1963 年秋天，编辑部搬入了维也纳海利根施塔特的新闻大楼，第一个地区版本也出现在联邦各州。随后，《克朗报》逐渐成为奥地利发行量最大的报纸之一。